# 花边青螺
花边青螺（学名：Collisella heroldi heroldi），是原始腹足目莲花青螺科Collisella的一种。主要分布于中国大陆、台湾，常栖息在潮间带岩礁上。